# جوزيف جونسون
جوزيف جونسون (بالإنجليزية: Joseph Johnson (Virginia politician)) (و. 1785 – 1877 م) هو سياسي من الولايات المتحدة الأمريكية ولد في مقاطعة أورانج، نيويورك.
وهو عضو في الحزب الديمقراطي الأمريكي .